# Lipsothrix apicifusca
Lipsothrix apicifusca là một loài ruồi trong họ Limoniidae. Chúng phân bố ở miền Cổ bắc.